# Гламочко поље
Гламочко поље је крашко поље у Босни и Херцеговини. Име је добило по граду Гламочу. Захвата површину од око 130 km², са максималном дужином од 48 km и ширином од 10 km. Поље лежи између планина Старетине, Велике Голије, Цинцара и Шатора, на 900 m апсолутне висине.
На ободу поља запажа се фосилни лакустријски рељеф који је добро морфолошки изражен. Представљен је терасама са клифовима и терасираним плавинама. Ови облици постали су у нивоу некадашњих сталних језерских стања.
Поље је састављено из Горњег и Доњег поља. У Горњем поплаве трају од септембра до маја, а овде се налазе и два језера Опачићко и Кулогвино језеро. Пољем тече река Рибник. У Доњем пољу теку две речице Јаруга и Врба. Током лети и јесени оне га плаве и претварају у језеро дубине 7-8 метара. Средином Гламочког поља се уздижу два узвишења Хомар (982 m) и Апин Бријег (927 m).
Поље окружују илирске градине и римски споменици (муниципиј Салвијал, на путу Салона-Севитијум/Солин-Босанска Градишка). Спомиње се 1078. и 1446. године; крајем 14. века Гламоч је у саставу Босне. Постојао је средњовековни град Гламоч или Биоград, на чијим су рушевинама Турци подигли ново утврђење. На Гламочком пољу постоје 64 некрополе са 674 стећка, на муслиманском гробљу у Јакиру је нишан над гробом аге Башића (Башића машет), висок 4,35 m, из 1798. године. На Сухопољу је музеј посвећен Иви Лоли Рибару (1916-1943), секретару СКОЈ-а, који је ту погинуо. У близини музеја смештена је и војна база НАТО-а.